# Stephen Roche

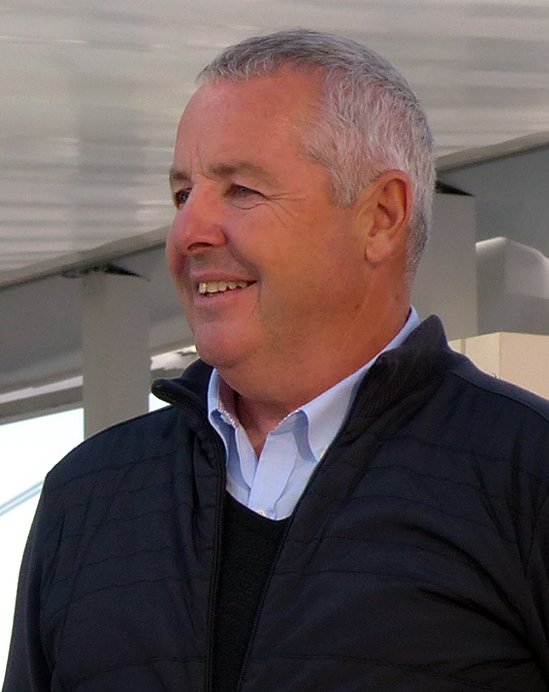
Stephen Roche, 2017

Stephen Roche (* 28. November 1959 in Dublin) ist ein ehemaliger irischer Radrennfahrer. Er gewann 1987 als zweiter Fahrer überhaupt (neben Eddy Merckx) in einem Jahr die Tour de France, den Giro d’Italia und die Straßenweltmeisterschaft und war der erste und bis dato einzige Ire, der die Tour de France gewann.

## Karriere
Stephen Roche startete 1974 seine Karriere als Amateur beim Radsportclub Orwell Wheelers unter dem Trainer Noel O'Neill. In dieser Zeit konnte Roche unter anderem die Irische Meisterschaft im Straßenrennen 1977 und die Rás Tailteann 1979 gewinnen. Ab 1980 fuhr er für den französischen Club Athletic Club de Boulogne-Billancourt. Kurze Zeit nach dem Wechsel konnte er das Rennen Paris-Roubaix Espoirs gewinnen. Angeblich wurde Roche vor dem Rennen gesagt, dass wenn er dieses Rennen nicht gewinnt, zurück nach Irland geschickt werde. Beim olympischen Straßenrennen 1980 in Moskau beendete er das Rennen auf dem 45. Platz. 1981 bestritt er die Tour de l’Avenir und kam auf den 6. Rang der Gesamtwertung.
Roche begann seine Profikarriere 1981 beim Team Peugeot-Esso-Michelin und gewann in seinem ersten Profijahr das Etappenrennen Paris–Nizza. Angeblich ist Roche bis heute der einzige Neo-Profi, dem dies gelang. Neben diesem Sieg konnte er Platz 6 bei der Tour de l’Avenir, Platz 5 bei der Mittelmeer-Rundfahrt, vierte Plätze bei dem Critérium International, bei den 4 Jours de Dunkerque sowie Platz 2 beim GP Monaco erreichen. 
In der Saison 1982 konnte er keine Siege erzielen, aber mit dem zweiten Platz beim Amstel Gold Race, Platz 3 bei den 4 Jours de Dunkerque und der Trofeo Baracchi sowie Platz 4 bei der Route d’Occitanie gute Platzierungen erreichen. 
1983 startete er mit einem zweiten Platz bei der Tour du Haut Var, einem dritten Platz bei der Route d’Occitanie und zwei fünften Plätzen beim Grand Prix Midi Libre und Critérium International. Bei seiner ersten Tour-Teilnahme verpasste er knapp seinen ersten Etappensieg auf der 19. Etappe. Im Endklassement belegte Roche den 13. Platz und Platz 3 in der Nachwuchswertung. Bei den Weltmeisterschaften in Altenrhein, Schweiz belegte er hinter dem neuen Weltmeister Greg Lemond und Adrie van der Poel den dritten Rang. 
1984 wechselte er zum Team La Redoute und gewann zum Saisonauftakt das Rennen Nizza–Alassio und wurde jeweils Zweiter bei Paris–Nizza, der Mittelmeer-Rundfahrt und der Tour de l’Oise. Beim Critérium du Dauphiné Libéré belegte er den sechsten Gesamtrang. Bei der Tour de France konnte er diese Leistung nicht mehr abrufen und beendete diese auf dem 25. Platz. Zum Ende der Saison wurde er Fünfter bei der Lombardei-Rundfahrt. 
Mit zwei Rundfahrtsiegen, einem zweiten Platz bei Paris–Nizza und einem dritten Platz bei der Mittelmeer-Rundfahrt startete Roche in die neue Saison 1985. Bei Lüttich-Bastogne-Lüttich belegte Roche hinter dem Sieger Moreno Argentin und Claude Criquielion den dritten Platz. Bei der Tour de France gelang ihm der erste Etappensieg und der dritte Platz im Gesamtklassement. Bei den Weltmeisterschaften in Bassano del Grappa, Italien wurde Roche Siebter. Ende der Saison 1985 entschied sich Roche, in den nächsten beiden Jahren für das italienische Team Carrera zu fahren. Im Winter 1985 nahm Roche mit Tony Doyle am den Six-Days in Paris teil. Hierbei stürzte Roche folgenschwer auf ein Knie. Durch diese Verletzung war er das ganze Frühjahr gehandicapt. Den Giro d’Italia beendete er vorzeitig und bei der Tour de France belegte er den 48. Rang. 
1987 startete Roche mit einem Sieg bei der Valencia-Rundfahrt in die Saison. Platz 4 bei Paris–Nizza und beim La Flèche Wallonne sowie Platz 2 beim Critérium International und Lüttich-Bastogne-Lüttich ließen erkennen, dass Roche wiedererstarkt war. Außerdem gewann er zum dritten Mal die Tour de Romandie. Beim Giro d’Italia lieferte er sich mit seinem Teamkollegen und Vorjahressieger Roberto Visentini ein vieldiskutiertes Team-internes Duell. Auf der Etappe von Lido di Jesolo nach Sappada brach Visentini ein und Roche übernahm das Führungstrikot. Mit seinem Etappensieg beim Einzelzeitfahren auf der letzten Etappe gewann Roche die Gesamtwertung vor Robert Millar und Erik Breukink. Durch seinen Sieg beim Giro d’Italia ging Roche als einer der Favoriten für den Sieg bei der Tour de France in West-Berlin an den Start. Roche lieferte sich mit dem Spanier Pedro Delgado ein Kopf-an-Kopf-Rennen, welches er mit 40 Sekunden Vorsprung am Ende für sich entscheiden konnte. Dies war die zweitknappste Entscheidung seit der Tour de France 1968, bei der Jan Janssen um 38 Sekunden Herman Van Springel geschlagen hatte. Außerdem war er damals erst der fünfte Fahrer, dem es gelungen war, den Giro d’Italia und die Tour de France in einem Jahr zu gewinnen. Bei den Weltmeisterschaften im österreichischen Villach war Roche am Start, um seinen irischen Mannschaftskollegen Sean Kelly zu unterstützen. Im Rennen leistete er viel Arbeit für Kelly und als in der letzten Runde vier Mann angriffen, war Roche dabei. Als sich 500 m vor dem Ziel eine Lücke ergab, attackierte Roche die vier anderen Fahrer. Er konnte einen hauchdünnen Vorsprung auf Moreno Argentin ins Ziel retten und wurde Weltmeister. Somit war Roche erst der zweite Fahrer nach Eddy Merckx, der den Giro d’Italia, die Tour de France und die Weltmeisterschaft im selben Jahr gewinnen konnte.
1988 wechselte er zum französischen Team Fagor-MBK. Nachdem die von Roche empfohlenen Sportdirektoren Patrick Valke und Philippe Crépel kurz vor der Teampräsentation nicht mehr Teil der Mannschaft sein sollten, weigerten sich 16 der 18 Fahrer, für das Mannschaftsfoto zu posieren. Während fast der gesamten Saison gab es Konflikte zwischen den Fahrern und der Teamleitung, was dazu führte, dass die Mannschaft in den Rennen meist konzeptlos auftrat. Roche war durch Kniebeschwerden gehandicapt und es gelangen keine nennenswerten Ergebnisse.
1989 wurde Roche Zweiter bei Paris-Nizza, Dritter beim Criterium International und bei den 4 Jours de Dunkerque sowie Neunter beim Giro d’Italia. 1990 wechselte er zum Histor-Sigma-Team. Hier konnte er gute Ergebnisse bei kleinen Etappenrennen, wie z. B. erneut Zweiter bei Paris-Nizza, Platz 5 beim Grand Prix Midi Libre, Platz 6 bei der Baskenland-Rundfahrt und dem Criterium International und Platz 7 beim Critérium du Dauphiné Libere erzielen. Bei der Tour de France belegte er den 44. Rang. 
Nach nur einer Saison wechselte Roche zum Team Tonton Tapis-GB von Roger De Vlaeminck. Roche hatte gute Ergebnisse im Frühjahr und schien auf dem Weg zu alter Stärke. Bei der Tour de France 1991 erlebte er einen bitteren Moment, als beim Teamzeitfahren ihm vermutlich eine falsche Startzeit übermittelt wurde und das Team ohne ihn startete. Roche fuhr zwar die 36,5 km lange Strecke alleine, aber erreichte das Ziel außerhalb des Zeitlimits und musste das Rennen wegen Zeitüberschreitung verlassen.
1992 wechselte er wieder zum Team Carrera. Bei der Tour de France leistete er vor allem Helferdienste für seinen Teamleader Claudio Chiappucci, konnte hierbei seinen letzten Tour-Etappensieg und den 9. Platz in der Gesamtwertung erreichen. 1993 ließ Roche nochmals seine Rundfahrerqualitäten aufblitzen und konnte den Giro d’Italia als Neunter und die Tour de France als 13. beenden. 
Am Ende der Saison 1993 trat Roche vom Radsport zurück.

## Doping
Roche wurde nie positiv auf Dopingmittel getestet. Er selbst behauptete, nie irgendwelche, erlaubte oder unerlaubte, Mittel zur Leistungssteigerung eingenommen zu haben. Im Januar 2000 berichtete die italienische Zeitung La Repubblica, dass sich Francesco Conconi mit der Verabreichung von Erythropoietin an Fahrer des Carrera-Teams, in welchem Roche einige Jahre fuhr, befasste. Roche bestritt jegliche Beteiligung. Im März 2000 veröffentlichte die italienische Richterin Franca Oliva einen Bericht über die Ermittlungen gegen Sportärzte, darunter auch Conconi. Diese offizielle gerichtliche Untersuchung ergab eindeutig, dass Roche 1993, seinem letzten Jahr im Peloton, EPO erhielt. Akten aus einem Teil der Untersuchung sollen eine Reihe von Decknamen für Roche enthalten, darunter Rocchi, Rossi, Rocca, Roncati, Righi und Rossini. Im Jahr 2004 behauptete Richter Oliva erneut, Roche habe 1993 EPO benutzt, aber aufgrund der Verjährungsfrist würden weder Roche noch seine Teamkollegen bei Carrera strafrechtlich verfolgt.

## Nach der Karriere
Roche nahm mit Beifahrer Bernard Smyth in einem Seat Ibiza GTi 16 V an der Rallye Monte Carlo 1994 teil und belegte den 56. Platz. 2008 lief Roche den New-York-City-Marathon und unterstützte hierbei eine Spendenaktion von Geoff Thomas für die Leukämieforschung. Er erreichte das Ziel nach einer Zeit von 4:21:09.
Ab 1999 war er Eigentümer eines Hotels in Villeneuve-Loubet. Nach 11 Jahren verkaufte er dieses Hotel 2010 an Investoren.
Seit 2017 fungiert Roche als Radsport-Botschafter der Amaury Sport Organisation bei Paris-Nizza, eine Rolle, welche Bernard Hinault dreißig Jahre lang innehatte. Ab Mai 2017 ist er auch Berater auf dem L’Équipe-Kanal, um die Italien-Rundfahrt 2017 mit Patrick Chassé und Jérôme Pineau zu kommentieren.

## Familie
Sein Bruder Laurence Roche war von 1989 bis 1991 ebenfalls Profi. Seine Söhne Nicolas Roche und Alexis Roche sowie sein Neffe Daniel Martin sind ebenfalls Radrennfahrer.

## Erfolge
1981
- Gesamtwertung und eine Etappe Paris-Nizza
- Gesamtwertung und eine Etappe Tour d’Indre-et-Loire
- Gesamtwertung und eine Etappe Tour de Corse cycliste
- eine Etappe Tour de l’Avenir
- Gesamtwertung und zwei Etappen Étoile des Espoirs

1983
- Gesamtwertung Étoile des Espoirs
- Tour de Romandie
- Grand Prix de Wallonie
- Gesamtwertung und eine Etappe Paris–Bourges

1984
- Nizza–Alassio
- eine Etappe Paris-Nizza
- Tour de Romandie
- Subida a Arrate

1985
- Gesamtwertung und eine Etappe Critérium International
- Gesamtwertung und eine Etappe Tour Midi-Pyrénées
- zwei Etappen Critérium du Dauphiné Libéré
- eine Etappe Tour de France
- zwei Etappen Irland-Rundfahrt

1987
- Gesamtwertung und zwei Etappen Valencia-Rundfahrt
- eine Etappe Paris-Nizza
- Gesamtwertung, drei Etappen und Kombinationswertung Giro d’Italia
- Gesamtwertung und zwei Etappen Tour de France
- Weltmeister – Straßenrennen
- Gesamtwertung und zwei Etappen Tour de Romandie
- Super Prestige Pernod

1989
- eine Etappe Paris-Nizza
- Gesamtwertung und eine Etappe Baskenland-Rundfahrt
- eine Etappe 4 Jours de Dunkerque

1990
- Gesamtwertung und eine Etappe 4 Jours de Dunkerque

1991
- Setmana Catalana de Ciclisme
- Gesamtwertung Critérium International

1992
- eine Etappe Tour de France

## Wichtige Platzierungen
| Grand Tour            | 1981 | 1982 | 1983 | 1984 | 1985 | 1986 | 1987 | 1988 | 1989 | 1990 | 1991 | 1992 | 1993 |
| --------------------- | ---- | ---- | ---- | ---- | ---- | ---- | ---- | ---- | ---- | ---- | ---- | ---- | ---- |
| Vuelta a EspañaVuelta | –    | –    | –    | –    | –    | –    | –    | –    | –    | –    | –    | 14   | –    |
| Giro d’ItaliaGiro     | –    | –    | –    | –    | –    | DNF  | 1    | –    | 9    | –    | –    | –    | 9    |
| Tour de FranceTour    | –    | –    | 13   | 25   | 3    | 48   | 1    | –    | DNF  | 44   | DNF  | 9    | 13   |

| Weltmeisterschaft   | 1981 | 1982 | 1983 | 1984 | 1985 | 1986 | 1987 | 1988 | 1989 | 1990 | 1991 | 1992 | 1993 |
| ------------------- | ---- | ---- | ---- | ---- | ---- | ---- | ---- | ---- | ---- | ---- | ---- | ---- | ---- |
| StraßenrennenStraße | 61   | 32   | 3    | –    | 7    | –    | 1    | 75   | –    | –    | DNF  | 23   | DNF  |

| Monument                 | 1981 | 1982 | 1983 | 1984 | 1985 | 1986 | 1987 | 1988 | 1989 | 1990 | 1991 | 1992 | 1993 |
| ------------------------ | ---- | ---- | ---- | ---- | ---- | ---- | ---- | ---- | ---- | ---- | ---- | ---- | ---- |
| Mailand–Sanremo          | –    | –    | –    | 28   | 52   | –    | 74   | –    | –    | –    | –    | 35   | 126  |
| Flandern-Rundfahrt       | –    | –    | –    | –    | –    | –    | –    | –    | 30   | –    | –    | –    | –    |
| Paris–Roubaix            | 39   | 17   | 20   | 21   | –    | –    | –    | –    | –    | –    | –    | –    | –    |
| Lüttich–Bastogne–Lüttich | –    | 9    | 24   | –    | 3    | –    | 2    | –    | 33   | 16   | 8    | 14   | 24   |
| Lombardei-Rundfahrt      | 14   | 16   | 18   | 5    | –    | –    | –    | –    | –    | –    | –    | 18   | –    |

## Auszeichnungen
Nach seinen Siegen beim Giro d’Italia, der Tour de France und der Weltmeisterschaft wurde Roche 1987 zum Europas Sportler des Jahres (PAP), Europas Sportler des Jahres (UEPS) und Sportler des Jahres (Irland) gewählt. 2002 wurde er in die Hall of Fame der UCI und 2014 in die Hall of Fame des Giro d’Italia aufgenommen.